# 岡山県第4区
岡山県第4区（おかやまけんだい4く）は、日本の衆議院議員総選挙における選挙区。1994年（平成6年）の公職選挙法改正で設置。

## 区域

### 現在の区域
2022年（令和4年）公職選挙法改正以降の区域は以下のとおりである。廃止となった5区の一部を編入したことにより、倉敷市の分割は解消された。
- 倉敷市
- 都窪郡

### 2022年以前の区域
2013年（平成25年）公職選挙法改正から2022年の小選挙区改定までの区域は以下のとおりである。
- 倉敷市（旧船穂町、真備町域を除く）
  - 本庁管内
  - 児島・玉島・水島・庄・茶屋町の各支所管内
- 都窪郡

1994年（平成6年）公職選挙法改正から2013年の小選挙区改定までの区域は以下のとおりである。
- 倉敷市
- 都窪郡
  - 早島町

## 歴史
中選挙区時の旧岡山2区のうち、旧倉敷市と都窪郡早島町が選挙区域となった。その後、5区の区域である浅口郡船穂町・吉備郡真備町が倉敷市に編入されたため、2021年の第49回衆議院議員総選挙までの選挙区域は合併前の倉敷市地域と都窪郡早島町となっていた。
小選挙区比例代表並立制導入時に旧2区選出の自由民主党所属議員には、加藤六月・橋本龍太郎・村田吉隆がいたが、加藤は離党し新進党に移ったため、橋本は地盤が重なる（橋本は総社市、村田は井笠地区が地盤）5区を村田に譲り、自身は加藤と対立する4区から出馬した。1996年の総選挙では「六龍戦争」と呼ばれたが、現職の首相であった橋本の圧勝で加藤は比例中国ブロックで復活当選となった。
加藤は2000年に政界を引退、後継者の勝信は比例中国ブロックからの単独立候補となったため、第42回・第43回の総選挙は無風選挙であった（勝信は後に5区に移った）。2005年の第44回衆議院議員総選挙では前年に日本歯科医師連盟からの1億円献金疑惑により橋本龍太郎が4区からの不出馬を表明。後継の準備が後手に回ってしまい、次男の岳は小泉旋風に乗れず、2003年の総選挙で比較的善戦し、落選後も地道に地元で地盤固めを行っていた民主党の柚木道義に敗れた（橋本は比例復活）。2009年の第45回衆議院議員総選挙では逆に民主党への追い風が吹いたため、橋本に比例復活すら許さず柚木が当選した。
2012年の第46回衆議院議員総選挙では民主党への激しい逆風を背に橋本が柚木を破り、選挙区で初めて当選した（柚木は比例復活）。この結果、自民党は9年ぶりに選挙区での議席を奪回した。以後は柚木の所属政党が民主党→民進党→無所属→希望の党→国民民主党→無所属→立憲民主党と変遷を辿るものの、橋本が柚木に2〜3万票の差をつけて選挙区で当選し柚木が比例で復活することが続いている。2021年の第49回衆議院議員総選挙では野党共闘による候補者一本化により、橋本と柚木の得票差が約5千票にまで縮んだ。
2024年の第50回衆議院議員総選挙では、再び共産党が候補者を擁立したものの、柚木が勝利し、橋本は比例復活もならず落選した。

## 小選挙区選出議員
| 選挙名                 | 年     | 当選者     | 党派       |
| ---------------------- | ------ | ---------- | ---------- |
| 第41回衆議院議員総選挙 | 1996年 | 橋本龍太郎 | 自由民主党 |
| 第42回衆議院議員総選挙 | 2000年 | 橋本龍太郎 | 自由民主党 |
| 第43回衆議院議員総選挙 | 2003年 | 橋本龍太郎 | 自由民主党 |
| 第44回衆議院議員総選挙 | 2005年 | 柚木道義   | 民主党     |
| 第45回衆議院議員総選挙 | 2009年 | 柚木道義   | 民主党     |
| 第46回衆議院議員総選挙 | 2012年 | 橋本岳     | 自由民主党 |
| 第47回衆議院議員総選挙 | 2014年 | 橋本岳     | 自由民主党 |
| 第48回衆議院議員総選挙 | 2017年 | 橋本岳     | 自由民主党 |
| 第49回衆議院議員総選挙 | 2021年 | 橋本岳     | 自由民主党 |
| 第50回衆議院議員総選挙 | 2024年 | 柚木道義   | 立憲民主党 |

## 選挙結果
時の内閣：第1次石破内閣 解散日：2024年10月9日 公示日：2024年10月15日
当日有権者数：40万1198人 最終投票率：46.39%（前回比：1.65%） （全国投票率：53.85%（2.08%））
| 当落 | 候補者名 | 年齢 | 所属党派   | 新旧 | 得票数   | 得票率 | 惜敗率 | 推薦・支持 | 重複 |
| ---- | -------- | ---- | ---------- | ---- | -------- | ------ | ------ | ---------- | ---- |
| 当   | 柚木道義 | 52   | 立憲民主党 | 前   | 89,149票 | 50.31% | ――     |            | ○    |
|      | 橋本岳   | 50   | 自由民主党 | 前   | 75,400票 | 42.55% | 84.58% | 公明党推薦 | ○    |
|      | 垣内雄一 | 60   | 日本共産党 | 新   | 12,648票 | 7.14%  | 14.19% |            |      |

時の内閣：第1次岸田内閣 解散日：2021年10月14日 公示日：2021年10月19日
当日有権者数：38万1828人 最終投票率：48.04%（前回比：0.07%） （全国投票率：55.93%（2.25%））
| 当落 | 候補者名 | 年齢 | 所属党派   | 新旧 | 得票数   | 得票率 | 惜敗率 | 推薦・支持               | 重複 |
| ---- | -------- | ---- | ---------- | ---- | -------- | ------ | ------ | ------------------------ | ---- |
| 当   | 橋本岳   | 47   | 自由民主党 | 前   | 89,052票 | 49.73% | ――     | 公明党推薦               | ○    |
| 比当 | 柚木道義 | 49   | 立憲民主党 | 前   | 83,859票 | 46.83% | 94.17% | 社会民主党岡山県連合推薦 | ○    |
|      | 中川智晴 | 63   | 無所属     | 新   | 6,146票  | 3.43%  | 6.90%  |                          | ×    |

- 中川は第26回参議院議員通常選挙に東京都選挙区から立候補したが落選。

時の内閣：第3次安倍第3次改造内閣 解散日：2017年9月28日 公示日：2017年10月10日
当日有権者数：38万500人 最終投票率：48.11%（前回比：1.80%） （全国投票率：53.68%（1.02%））
| 当落 | 候補者名 | 年齢 | 所属党派   | 新旧 | 得票数   | 得票率 | 惜敗率 | 推薦・支持 | 重複 |
| ---- | -------- | ---- | ---------- | ---- | -------- | ------ | ------ | ---------- | ---- |
| 当   | 橋本岳   | 43   | 自由民主党 | 前   | 93,172票 | 51.95% | ――     | 公明党推薦 | ○    |
| 比当 | 柚木道義 | 45   | 希望の党   | 前   | 72,280票 | 40.30% | 77.58% |            | ○    |
|      | 平林明成 | 62   | 日本共産党 | 新   | 13,907票 | 7.75%  | 14.93% |            |      |

時の内閣：第2次安倍改造内閣 解散日：2014年11月21日 公示日：2014年12月2日
当日有権者数：36万8880人 最終投票率：49.91% （全国投票率：52.66%（6.66%））
| 当落 | 候補者名 | 年齢 | 所属党派   | 新旧 | 得票数   | 得票率 | 惜敗率 | 推薦・支持 | 重複 |
| ---- | -------- | ---- | ---------- | ---- | -------- | ------ | ------ | ---------- | ---- |
| 当   | 橋本岳   | 40   | 自由民主党 | 前   | 91,189票 | 50.62% | ――     | 公明党推薦 | ○    |
| 比当 | 柚木道義 | 42   | 民主党     | 前   | 75,338票 | 41.82% | 82.62% |            | ○    |
|      | 垣内雄一 | 50   | 日本共産党 | 新   | 13,629票 | 7.57%  | 14.95% |            |      |

時の内閣：野田第3次改造内閣 解散日：2012年11月16日 公示日：2012年12月4日 （全国投票率：59.32%（9.96%））
| 当落 | 候補者名 | 年齢 | 所属党派     | 新旧 | 得票数   | 得票率 | 惜敗率 | 推薦・支持   | 重複 |
| ---- | -------- | ---- | ------------ | ---- | -------- | ------ | ------ | ------------ | ---- |
| 当   | 橋本岳   | 38   | 自由民主党   | 元   | 91,155票 | 46.42% | ――     | 公明党推薦   | ○    |
| 比当 | 柚木道義 | 40   | 民主党       | 前   | 64,293票 | 32.74% | 70.53% | 国民新党推薦 | ○    |
|      | 赤沢幹温 | 51   | 日本維新の会 | 新   | 29,798票 | 15.17% | 32.69% |              | ○    |
|      | 須増伸子 | 46   | 日本共産党   | 新   | 11,125票 | 5.67%  | 12.20% |              |      |

- 赤沢は2013年の倉敷市議会議員選挙に立候補し当選。

時の内閣：麻生内閣 解散日：2009年7月21日 公示日：2009年8月18日 （全国投票率：69.28%（1.77%））
| 当落 | 候補者名     | 年齢 | 所属党派   | 新旧 | 得票数    | 得票率 | 惜敗率 | 推薦・支持 | 重複 |
| ---- | ------------ | ---- | ---------- | ---- | --------- | ------ | ------ | ---------- | ---- |
| 当   | 柚木道義     | 37   | 民主党     | 前   | 134,319票 | 57.03% | ――     |            | ○    |
|      | 橋本岳       | 35   | 自由民主党 | 前   | 97,284票  | 41.30% | 72.43% |            | ○    |
|      | 小岩井実由香 | 46   | 幸福実現党 | 新   | 3,929票   | 1.67%  | 2.93%  |            |      |

時の内閣：第2次小泉改造内閣 解散日：2005年8月8日 公示日：2005年8月30日 （全国投票率：67.51%（7.65%））
| 当落 | 候補者名 | 年齢 | 所属党派   | 新旧 | 得票数    | 得票率 | 惜敗率 | 推薦・支持 | 重複 |
| ---- | -------- | ---- | ---------- | ---- | --------- | ------ | ------ | ---------- | ---- |
| 当   | 柚木道義 | 33   | 民主党     | 新   | 102,370票 | 47.43% | ――     |            | ○    |
| 比当 | 橋本岳   | 31   | 自由民主党 | 新   | 96,356票  | 44.65% | 94.13% |            | ○    |
|      | 東毅     | 29   | 日本共産党 | 新   | 17,094票  | 7.92%  | 16.70% |            |      |

- 東は第45回は岡山県第1区から立候補したが落選。2011年の岡山市議会議員選挙（南区選挙区）に立候補し当選。

時の内閣：第1次小泉第2次改造内閣 解散日：2003年10月10日 公示日：2003年10月28日 （全国投票率：59.86%（2.63%））
| 当落 | 候補者名   | 年齢 | 所属党派   | 新旧 | 得票数    | 得票率 | 惜敗率 | 推薦・支持 | 重複 |
| ---- | ---------- | ---- | ---------- | ---- | --------- | ------ | ------ | ---------- | ---- |
| 当   | 橋本龍太郎 | 66   | 自由民主党 | 前   | 104,653票 | 56.50% | ――     |            |      |
|      | 柚木道義   | 31   | 民主党     | 新   | 66,199票  | 35.74% | 63.26% |            | ○    |
|      | 東毅       | 27   | 日本共産党 | 新   | 14,367票  | 7.76%  | 13.73% |            |      |

時の内閣：第1次森内閣 解散日：2000年6月2日 公示日：2000年6月13日 （全国投票率：62.49%（2.84%））
| 当落 | 候補者名   | 年齢 | 所属党派   | 新旧 | 得票数    | 得票率 | 惜敗率 | 推薦・支持 | 重複 |
| ---- | ---------- | ---- | ---------- | ---- | --------- | ------ | ------ | ---------- | ---- |
| 当   | 橋本龍太郎 | 62   | 自由民主党 | 前   | 128,888票 | 65.60% | ――     |            |      |
|      | 熊谷裕人   | 38   | 民主党     | 新   | 46,484票  | 23.66% | 36.07% |            | ○    |
|      | 赤坂てる子 | 46   | 日本共産党 | 新   | 21,091票  | 10.74% | 16.36% |            |      |

- 熊谷は2007年にさいたま市議会議員選挙（大宮区）に立候補し当選。第25回参議院議員通常選挙に埼玉県選挙区から立憲民主党公認で立候補し当選。

時の内閣：第1次橋本内閣 解散日：1996年9月27日 公示日：1996年10月8日 （全国投票率：59.65%（8.11%））
| 当落 | 候補者名   | 年齢 | 所属党派   | 新旧 | 得票数    | 得票率 | 惜敗率 | 推薦・支持 | 重複 |
| ---- | ---------- | ---- | ---------- | ---- | --------- | ------ | ------ | ---------- | ---- |
| 当   | 橋本龍太郎 | 59   | 自由民主党 | 前   | 152,595票 | 68.00% | ――     |            |      |
| 比当 | 加藤六月   | 70   | 新進党     | 前   | 56,646票  | 25.24% | 37.12% |            | ○    |
|      | 垣内雄一   | 32   | 日本共産党 | 新   | 15,173票  | 6.76%  | 9.94%  |            |      |